# 神 (神道)
神道における神（かみ）とは、自然現象などの信仰や畏怖の対象である。「八百万の神」（やおよろずのかみ）と言う場合の「八百万」（やおよろず）は、数が多いことの例えである。

## 定義
吉田神道の事実上の大成者である吉田兼倶による著書『神道大意』には、冒頭部分で「夫れ神と者天地に先て而も天地を定め、陰陽に超て而も陰陽を成す、天地に在ては之を神と云ひ、萬物に在ては之を霊と云ひ、人に在ては之を心と云ふ、心と者神なり、故に神は天地の根元也、萬物の霊性也、人倫の運命也、無形して而も能く有形物を養ふ者は神なり…」とある。吉田神道は幕末頃までは、神道の一派というより中心流派であった。
宮地直一は、時代により変遷がある観念であるカミは、「日常崇拝の對象となりしもの」「廣く超人間の威力あるもの」の総称、称であるものとしている。

### 他言語との関係
日本語における「神」という言葉は、元々は神道の神を指すものであった。ただし『日本書紀』にはすでに仏教の尊格を「蕃神」とする記述が見られる。16世紀にキリスト教が日本に入ってきた時、キリスト教で信仰の対象となるものは「デウス」「天主」などと呼ばれ、神道の神とは（仏教の仏とも）別のものとされた。しかし、明治時代になってそれが「神」と訳された。
他言語においては、神道の神を指す場合は "kami" として一般的な神とは区別されることもある。

### 語源

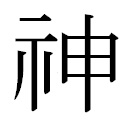
「神」の字の旧字体「神」。

漢字の「神」は、祭祀を意味する「示」に音符「申」を付した字で、祭祀および祭祀対象である神霊の類を示す。また「神祇」とした場合は、地の神である「祇」に対し、天空にいる雷神の類を意味する。「神」字は、日本においては「カミ」と訓じられ、日本の神霊的存在の総称として定着した。
現代日本語では「神」と同音の言葉に「上」がある。「神」と「上」の関連性は一見する限りでは明らかであり、この2つが同語源だとする説は古くからあった。しかし江戸時代に上代特殊仮名遣が発見されると、「神」はミが乙類 (kamï) 、「上」はミが甲類 (kami) と音が異なっていたことがわかり、昭和50年代に反論がなされるまでは俗説として扱われていた。
ちなみに「身分の高い人間」を意味する「長官」「守」「皇」「卿」「頭」「伯」等（現代語でいう「オカミ」）、「龗」（神の名）、「狼」も、「上」と同じくミが甲類（kami）であり、「髪」「紙」も、「上」と同じくミが甲類（kami）である。
「神 (kamï)」と「上 (kami)」音の類似は確かであり、何らかの母音変化が起こったとする説もある。
神倭伊波礼毘古命（カムヤマトイワレヒコ）、神阿多都比売（カムアタツヒメ）、神屋楯比売命（カムヤタテヒメ）などの複合語で「神」が「カム」となっていることから、「神」は古くは「カム」かそれに近い音だったことが推定される。大野晋や森重敏などは、ï の古い形として *ui と *oi を推定しており、これによれば kamï は古くは *kamui となる。これらから、「神」はアイヌ語の「カムイ (kamui)」と同語源だという説もある。
「カム」には「交む」「組む」「絡む」「懸かる」「係わる」「案山子」「影」「鍵、鉤」「嗅ぐ」「輝く」「翳す」「首」「株」「黴（かび）」「賀茂、鴨」「醸す」「食む（はむ）」「生む」「這う」「蛇（ハブ、はふむし）」「土生、埴生（はぶ）」「祝（はふる）」「屠る（ほふる）」「放る」などの派生語がある。
現時点では、本居宣長が『古事記伝』のなかで「迦微（かみ）と申す名の義はいまだ思い得ず」といっているように、語源についての明確な定説はない。

### 八百万の神
日本では古くから、山の神様、田んぼの神様、トイレの神様(厠神　かわやがみ)、台所の神様（かまど神）など、米粒の中にも神様がいると考えられてきた。少なくとも古墳時代には、現在の神社につながる自然崇拝の痕跡がある事が明らかになっていると考えられている。
18世紀の国学者、本居宣長は『古事記伝』で「八百万は、数の多き至極を云(いへ)り」と解釈している。
『古事記』では天照大御神が天岩戸に隠れて世界から光が失われた際に八百万の神が集まって相談したという記述がある。『延喜式』の『六月晦大祓』には、八百万の神が相談して皇孫が豊葦原ノ瑞穂ノ国を治めるように決定したと書いてある。
神道は、すべてのものが精神的な性質(人格があるか、擬人化された魂、霊等)を持つと信じるアニミズムの特徴を保持してきたとされる場合がある。動植物やその他の事物に人格的な霊魂、霊神が宿るとするアニミズムは、非人格的な超常現象、超自然的な呪力を崇拝するマナイズム（呪力崇拝）とは区別される。アニミズムはすべてのものに魂があると主張するのに対し、物活論はすべてのものが生きていると主張する:149。一方で本居宣長は神には御霊があるものと霊ではなく自然体の「かしこさ」を神格化したものの二つを挙げている。
特定の氏族、部族が自然現象・自然物や動植物と超自然的関係で結ばれることをトーテムと呼び、南方熊楠は、大物主を蛇トーテムとした。
八万四千の法門の「八万四千」は、仏教で「多数」を意味する語であり、八百の由来とする説がある。他にも八大地獄、八大奈落、八大明王、八大童子、八大菩薩などがあり、八は多くの仏教用語で使用されている。
仏教伝来時に発生した崇仏・廃仏論争において物部尾輿・中臣鎌子らは「我が国の王の天下のもとには、天地に180の神がいます。今改めて蕃神を拝せば、国神たちの怒りをかう恐れがあります」と反対、私的な礼拝と寺の建立が認められた。しかし直後に疫病が流行し物部・中臣氏らは「仏神」のせいで国神が怒っているためであると奏上。欽明天皇は仏像の廃棄、寺の焼却を黙認したという。神仏習合が進んだものの、斎宮には仏教に関する禁忌が存在した。
中央集権化に伴い、神に対して人間の位階に相当する神階を奉授する神階制が成立した。

### 神と霊
たたりを恐れ崇拝の対象とする死霊崇拝はアニミズムの一形態とされている。神社で怨霊を鎮めるために神として祀るなどした。中国では魏（220年 - 265年）、晋以後に広まっているが、日本では奈良・平安・鎌倉時代に盛んに信仰され、怨霊がもたらす不幸を防ぐために呪法が行われたとされる。
神道において、特に有力な人物や恨みを残して亡くなった人物を『神』として祀り、祟りを避けようとした例は数多い。中でも菅原道真を祀る天満宮は亡くなった人間を神として扱う顕著な例である。ただし、道真の生前から存在する神社（生祠）や、出生譚には神仏の化身として現世に顕現した説話も存在する。
これに対して近代に興った靖国神社は国家のために戦死した不特定多数を神として祀っており、特定単数を神として祀る先述の例と一線を画している。ただし、神社に祖霊社が設けられることがある。
これらのことから、神社から慰霊碑、（神仏習合における）墓に至るまで規模は違えど本質的に同じものであり、『神』（祀れば恩恵をもたらし、ないがしろにすれば祟るもの）と『霊』（人間が死んだ後に残るとされる霊魂）とは明確に区別されていないといえる。更には、神を「霊」の語で言い表す場合もあり、少なくとも言葉の上では明確な区別はない。
神の霊の構造について、荒魂・和魂があると考えられている。この2語の関係は、体系だって説明されることはないものの、『古事記』の神功皇后の箇所や『出雲風土記』、また『延喜式』の臨時祭「霹靂神祭」などに登場する。

### 神体
神は本来、目に見えないものか見てはならないものとして観念されている一方で、祭祀などに際し神が依るべき物体として神体があり、山や鏡など様々な物が神体とみなされている。

### フェティシズムとしての議論
宗教学などで使われる概念であるフェティシズムとしての議論があり、加藤玄智は神道における呪物崇拝の例として、宝石、刀、鏡、スカーフを挙げていた。加藤は都市部を離れ農村部に入ると、アニミズム、呪物崇拝、男根崇拝の痕跡をたくさん見つけることができると述べている。東北の民族学では竈神信仰を除魔の呪力が期待される呪物とする説もある。
加藤玄智は十種神宝を呪物とするだけでなく、三種の神器も同様の性格を保持しており、東インド諸島の原住民のプサカや中央オーストラリア人のチュリンガとの類似性を指摘した。
加藤玄智が呪物崇拝の事例とした神には以下のようなものがある。
- 草薙剣は神剣の霊験によって超自然的な保護（御利益）を得られるとされ、草薙剣を神格化して尾張国熱田に祀ったのが、現在の熱田神宮だとした[42]。
- 天照大神は孫の瓊瓊杵尊（ににぎのみこと）が地上に降りる際に鏡を授け、鏡を自分の崇高な御魂と見なして、天上で彼女を崇拝するのと同じように鏡を崇拝するように命じており、日本書紀では鏡を拝むという宗教意識の極致である鏡の神格化が行われたと指摘している[42]。
- 比売許曽神社の祭神である阿加流比売神（あかるひめのかみ）は赤い玉であったが、神格化され神となった[42]。神代ではイザナギノミコトの首にかけられた宝石が神格化されて、御倉板挙之神（みくらたな神）とよばれた[42]。
- 文徳天皇の時代、常陸国大洗の海岸で、ある夜突然2つの石の呪物が不思議な光を放って現れ、それが大洗磯前神社に祀られている大己貴命（おおなむちのみこと）と少彦名命（すくなひこなのみこと）であるとの託宣があったという[42]。
- 淡路島にある厳橿（いずかし）神社の神体は、伊勢神宮の鏡を模した神鏡が安置されている賢所(かしこどころ)で孝明天皇が着用した履物で、御目太（おまぶと）として親しまれており、地元住民の間では、祈願すれば病気の痛みが取れて治ると信じられていた[42]。
- 古事記によると、伊邪那美命に追われて伊耶那岐神が黄泉国から逃げ還った際、黄泉比良坂を塞いだ千引の石を完全に神格化して道返之大神とした[42]。
- 世界宗教用語大事典によると、御鍬祭（みくわさい、おくわまつり）では鍬形を神として崇め、農事を祈る[43]が、伊勢神宮神田での儀礼用の鍬や鋤は呪物として神格化された[42]。
- 久延毘古とも呼ばれる「山田のそほど」は田んぼに設置された鳥よけのかかしを神格化した神として知られる[42]。

日本の言語と歴史に精通した学者、作家、外交官であるウィリアム・ジョージ・アストンは著作『Shinto: the Way of the Gods』において、日本には竈神への信仰があるが、神殿の偶像に向かって行う礼拝とは異なり、日本では竈（台所）に向かって礼拝が行われたとした。ウィリアム・ジョージ・アストンによると、熱田神宮の剣はもともと供物であり、後に神聖なものとなった。呪物崇拝の事例として熱田神宮の剣は、御霊代（みたましろ）の一つであり、一般的には神体（しんたい）と呼ばれるとし、御霊と神体の区別がつかない者も多く、神体を神の実体と混同している者もいたと解説している。例えば、竈そのものを神体でなく神として祀ることを挙げている。不完全な神の象徴と呪物崇拝との間の曖昧さは、肖像が多くの場合で使われないことによると述べた。特定の物理的な物に特別な徳を与えることで、非常に不完全な象徴の役割しか与えられていない神の存在を忘れてしまう傾向さえあると述べている。
ロイ・アンドリュー・ミラーは国体の本義と教育勅語もしばしば呪物（または物神）として崇拝され、神棚に謹んでおかれ保管されたとしている。

## 類型
神道の神々は祖霊信仰を淵源として人と同じような姿や人格を有する記紀神話に見られるような「人格神」であり、現世の人間に恩恵を与える「守護神」であるが、祟る性格も持っている。祟るからこそ、神は畏れられたのである。神道の神は、この祟りと密接な関係にある。
当然の如く神と人の関係は祟りのみにより規定されているわけではなく、鎌倉幕府以降の武士政権での法令『御成敗式目』では第一条で「右神者依人之敬増威。人者依神之徳添運。」とあり、祟り以外の側面が強調されている。
神の現れ方は多様であり、夢枕に登場したり、神がかりをおこしたりして現れてくる場合がある。
神々は、いろいろな種類があり、発展の段階もさまざまなものが並んで存在している。
神を大別すると、以下のようにリスト化することもできる。
1. 自然物や自然現象を擬人化、神格化した人格神（山の神、大山咋神、白山比咩神）
2. 思考・災いといった抽象的なものを擬人化、神格化した観念神（疫病神、禍津日神）
3. 蛇・鳥（カラス）・ワニ・サメ・熊といった野獣を擬人化、神格化した獣神（大国主神【蛇】、事代主神【ワニ】、建御名方神【蛇】、大物主神【蛇】、賀茂建角身命【カラス】）
4. 禊（水浴）の汚れ、排泄物から生まれた神（三貴子、金山毘古神、波邇夜須毘古神等、神産み）
5. 怨霊信仰などにみられる祟り神
6. 人工物に関する神
7. 穀物などにみられる食物の神
8. 古代の指導者・有力者などを神格化したと思われる神（エウヘメリズム）、氏の集団や村里の守り神とされるようになる神々
9. 万物の創造神・根源神
10. 万物の創造主・主宰者としての全能の天皇
11. 王権神授説 (Theory of the divine right of kings) における divine としての神（天皇）(日本神話では、イザナギの三貴子への統治委任や瓊瓊杵尊の天孫降臨参照。)「Divine right of kings」（王権神授説）とは異なり、特権的である以上に、同時に天皇自身が神であるとも観念されている。

### 自然物や自然現象を擬人化、神格化した人格神
この中で最も古いのは 1 の自然物や自然現象を擬人化、神格化した神である。日本神話では大山祇神などが山の神として登場する。比叡山・松尾山の大山咋神、白山の白山比咩神など、特定の山に結びついた山の神もある。草の神である草祖草野姫（くさのおやかやのひめ。草祖は草の祖神の意味）も日本神話において現れる。日本神話では日本の国土形成を行ったのはイザナギ・イザナミであり、淤能碁呂島以外は現在の日本列島のうち（当時）主要な島は、国産みで産まれた神々である。引き続く神産みでは海の神の大綿津見神、山の神の大山津見神、野の神のカヤノヒメ、風の神の志那都比古神、火の神の火之夜藝速男神などを産んだ。
古代の日本人は、山、川、海中の島、巨石、巨木、神の顕現と思われるような動物・植物などといった自然物、鏡や剣のような神聖な物体、火、雨、風、雷などといった自然現象の中に、神々しい「何か」を感じ取った。この感覚は今日でも神道の根本として残るものであり、小泉八雲はこれを「神道の感覚」と呼んでいる。自然は人々に恩恵をもたらすとともに、時には人に危害を及ぼす。古代人はこれを神々しい「何か」の怒り（祟り）と考え、怒りを鎮め、恵みを与えてくれるよう願い、それを崇敬するようになった。これが後に「カミ（神）」と呼ばれるようになる。このように神の観念の発展とともに、岩や器物は神霊の憑依するものと見なされるようになり、鳥や獣も神の使いとして考えられるようになる。
山に関しては神の鎮まるところ、神の住むところと見るようになり、山そのものを神体として「神体山」と呼ぶようになった。大場磐雄は、神体山を浅間型と神南備（かんなび）型の二つに分けている。まず浅間型は山谷が秀麗で周囲の山々からひときわ高く目立つ形をしており、神南備型は人里に近い比較的低い山で、傘を置いたようななだらかな形をしている。地名としてはカンナビ、ミムロ・ミモロというものが多い。前者に属する山は富士山や白山（加賀）で、後者は奈良の三輪山・春日山がその典型。
次に、川や沼、池などにも水の神がいるという信仰もたくさんある。農業用水や生活用水との神と結びつくことが多い。神聖な山から水が流れ出し川となり、その川の上流から何か流れくるものが、神の世界から来たものと結びつけられることが多く、桃太郎や瓜子姫の話が成立し、神の子が誕生する物語に発展していく。修験道の系譜だが、例えば那智滝はそれ自体が御神体である。

### 思考・災いといった抽象的なものを擬人化、神格化した観念神
神話では厄神の禍津日神、これを直す直毘神・伊豆能売、民間信仰では貧乏神、疫神等があげられる。また、腸チフスをもたらす「ボニの神」が恐れられた。牛頭天王には疫神の神格がある。祓戸四神は10世紀成立の『延喜式』中の祝詞『六月晦大祓』に言及される、あらゆる罪を消滅させる神である。英雄神としての側面があるスサノヲは、一方ではアマテラスとの「誓約」の後の粗暴により天津罪と関連づけられ、祓われる主体である。また、国産み・神産みにより創造神的な性格があるイザナミは、黄泉国から人間の死の起源を作った説話から、黄泉津大神の異名がある。『日本書紀』一書では国譲りで大己貴神は高皇産霊尊の勅により「神の事」もしくは「幽れたる事」の主宰者になった。引き続く場面で天児屋命は神事の「宗源者」とされ、そういう神だと観念されている。
天岩戸開きの際に、光が失われた事の対処法を考え、『古事記』では邇邇藝命の天孫降臨に同行した思金神は、思考能力の神格化とされる。
一言主神は『古事記』においては「言離の神」とされ、言語神であるとみなされている。

### 動物の神格化やその側面があるとされる神々
海神族・出雲族とされる神には出雲の大国主神（蛇）、事代主神（鰐、ワニ等）、建御名方神（蛇）、大物主神（蛇）といったように蛇、鰐(ワニまたはサメ)の爬虫類や魚類の神がおり、天孫族にも賀茂建角身命（カラス）、天日鷲神（鳥）、天鳥船神（鳥）、熊野大神（熊）といったように熊、鳥類の獣神がいる。
南方熊楠は大物主は蛇のトーテムとし、三島の神池での鰻取り、祇園の氏子とキュウリ、富士登山の際のコノシロのタブーをトーテムとした。

### 禊（水浴）の汚れ、排泄物から生まれた神
『古事記』によると黄泉の国から帰ってきた伊邪那岐命（イザナキ）が禊（水浴）で黄泉の汚れを落としたときに左目から天照大御神（本来は男神だったとする説もある）、右目から月読命、鼻から須佐之男命が生まれた。
- 泣沢女神 - イザナギの涙から生まれた神
- 金山彦神 - イザナミの嘔吐物（たぐり）から生まれた神
- 波邇夜須毘古神 - イザナミの大便から生まれた神
- 彌都波能売神 - イザナミの尿から生まれた神

祓戸大神と総称される、伊邪那岐命の禊で生まれた神は、祓詞で言及され、また大祓詞で言及されるそれらに比定される神は、罪を祓う神とされる。

### 怨霊信仰などにみられる祟り神
日本三大怨霊の菅原道真・崇徳天皇・平将門など、非業な死を遂げた人間が死後怨霊として祟るという信仰形態があり、この祟りを避けるために呪術を行ったり神社に祀ったりした。和霊信仰のように現世利益をもたらす神の信仰に発展する場合も多い。
崇神天皇期には、謀反が起きたり、疫病が流行り大量の死者が発生していたが、夢で大国主命が天皇に意富多多泥古に自分を祭らせると「神気」が起こらず災害が治ると告げ、言われた通りにするとおさまったという。
『古語拾遺』には、神代に大地主神が、田をつくった日に田人に牛の肉を食べさせたところ田に害虫が大量発生したが、占いにより御歳神の祟り・怒りであると分かり、お告げの通り白猪・白馬・白鶏を奉るなどすると豊作になったという話がある。
『延喜式』8巻祝詞には「遷却祟神」があり、祟る神を退却させる祝詞である。同じく『延喜式』には祭祀「御体御卜」が記され、これは卜部氏が卜占により天皇を祟る神をあらかじめ占うことでそれを除けるのためのものである。
本地垂迹説に基づく仏教的神道（神仏習合）では、如来や菩薩が垂迹した神明である権社神に対して、生霊や死霊などの祟る神は実社神という邪神としたものがある。

### 人工物の神
便所で祀られる厠神は、卜部の神道では土の神・水の神である。「赤子の便所まいり」は厠神に健康を祈願するためともされている。中国でも便所で祀られる神として紫姑(しこ)神が存在する。
かまど神は火の神であると同様に農業や家畜、家族を守る守護神ともされる。中国地方では家の火所にまつられ竈神のほか農業神や家族の守護神とされ、日本神話では火産霊、奥津日子神、奥津比売神を竈三柱大神として祀り、火産霊以外の二柱は『古事記』では大年神の子で、竈神とされている。
格闘技とは人工的に行われる人間どうしの組み合いであるが、相撲の神としては、土俵祭では相撲三神に祈願を行うが、この相撲三神は手力男神・建御雷神・野見宿禰に比定される。
刀剣は自然には存在しないという意味で人工物だが、石上神宮には刀剣の御霊である布都御魂大神・布都斯魂大神と神宝の御霊布留御魂大神が祀られている。
鍛冶に関する神も多くあり、ふいご祭りが行われるが、記紀では天目一箇神である。

### 穀物などにみられる食物の神
穀物など食物起源の神としては、 大気都比売、保食神、 稚産霊などがいる。ただし保食神は家畜の起源でもある。大気都比売はスサノヲに、保食神はツクヨミにそれぞれ殺された後に穀物などに変化し、稚産霊は体から穀物が生じた。これらの神話はハイヌウェレ型神話に類型される。
人工的に作られる食べ物である酒の神も多くおり、梅宮大社の酒解神や大神神社に祀られる大物主神などがいる。

### 古代の指導者・有力者の神格化
日本において古来より一族の先祖や有力者を祖神として祭る「祖霊崇拝」・「エウヘメリズム」があり、日本神話に登場する多くの神々はこれに分類される。即ち皇室の祖である天照大御神、物部氏の祖である邇芸速日命、中臣氏の祖である天児屋命、三輪氏・鴨氏の祖である事代主神、諏訪氏の祖である建御名方神、安曇氏の祖である綿津見神、土師氏の祖である野見宿禰などがある。
意富多多泥古は大物主神の子でありながら人間である「神の子」とされ、大物主神を祭る現在の神主に近い存在だが、大神神社では神として祀られている。同時に大田田根子は三輪君の始祖とされる。
宇佐神宮、石清水八幡宮などに祀られる八幡神は応神天皇（誉田別命）の神霊として、欽明天皇32年（571年）に初めて宇佐の地に顕現したと伝わる。
その他、その時代の有力者や英雄を死後に神として祭る例として桓武天皇、豊臣秀吉＝豊国大明神、徳川家康＝東照大権現、東郷平八郎、乃木希典などがある。また権力闘争での敗北や逆賊として処刑された者を、後世において「怒りを鎮める」という意味で神として祭る「御霊信仰」の例として菅原道真＝天満大自在天神、平将門、崇徳天皇、橘逸勢などがある。
また民間では特定地域を助けた献身行為・殉死から、佐倉惣五郎のように義民を神格化して祭る例もある。
様々な部族が個々に固有の神を信仰していた。それらの部族が交流するにしたがって各部族の神が習合し、それによって変容するようになった。さらに、北方系のシャーマニズムなども影響を与えた。これを「神神習合」と呼ぶ学者もいる。この神神習合が、後に仏教を初めとする他宗教の神々を受け入れる素地となった。
ハワイ大神宮におけるジョージ・ワシントン、カメハメハ大王のように外国の偉人を祭る例がある。朝鮮神宮御祭神論争では一部の神道関係者らが朝鮮神話の檀君を朝鮮国魂神として祭るべきと主張した。
また人神の一環として、天皇のことを現人神と呼び、神道上の概念としてだけでなく、政治上においても大日本帝国憲法第3条や不敬罪でその神聖を認めていた。現在では、昭和天皇によるいわゆる人間宣言により天皇の意義が再確認され、日本国憲法により地位は象徴になった。だが、神道においては天照大御神の血を引くとされる天皇の存在は現在も大きな位置を占め、信仰活動の上で重要な位置付けを与えられている。

### 万物の創造主
『古事記』の序では、撰者の太安万侶により、「然して乾坤初めて分れて、参神造化の首を作し、陰陽斯に開けて、二霊群品の祖たり。」とある。これより、造化の始めとなったのは天御中主神・高皇産霊神・神皇産霊神であり、万物の祖はイザナギ・イザナミであると観念されていることが分かる。
平田篤胤が禁書であったキリスト教関係の書の影響を受け、天之御中主神（アメノミナカヌシノカミ）を万物の創造主として位置づけたものである。尊王攘夷思想の基盤を形成し、近代の教派神道各派にも強い影響を与えている。国家神道の基盤ともなったが、神道事務局祭神論争（1880年 - 1881年）での出雲派の敗退により表舞台からは消えて潜勢力となった。天御中主神・高皇産霊神・神皇産霊神は造化三神とされた。造化三神は、多くの復古神道において現在でも究極神とされている。中でも天御中主神（アメノミナカヌシノカミ）は最高位に位置づけられている。なお、平田以前のキリスト教と大元の一神を比較する言論には、吉川惟足による、『神道大意』（吉田兼直撰とされるもの）の注釈である『神道大意註』でのバテレンの道も国常立尊の一元から起こるというものがある。
また、平田篤胤より遥か以前に、神道界の実権を握っていた吉田神道では宇宙の根源神である虚無太元尊神を祀り、現在でも吉田神社では大元宮で虚無大元尊神と八百万の神を象徴する天神地祇八百萬神を祀っている。また両部神道に関連する鎌倉時代頃の書物『三角柏伝記』には、既に大元尊神の語が見える。大元(おおもと)神社は、厳島神社にもあり、広く確認される神社である。更に島根県には、大元(おおもと)神楽が伝承されている。
吉田神道より以前には、伊勢神道などが国之常立神を根源神とみなした。
1814年に「天命直授」して黒住教を立教した黒住宗忠は、天照皇太神を、万物を生じさせる親神とした。

### 万物の創造主・主宰者としての全能の天皇
明治の初期に祭政一致の国家体制を企図した神祇事務局の亀井茲監らが「天皇」と「天」とが同体しているという神儒合一的な観念によって全能の存在としたもの。「天皇ハ万物ノ主宰ニシテ、剖判（ほうはん・「宇宙創造時」の意）以来天統間断無ク天地ト与（とも）ニ化育ヲ同シ玉ヒ……」（『勤斎公奉務要書残編』）などとされる。国家神道における天皇の捉え方は文部省が1937年に発刊した『国体の本義』に顕著に現れている。
天照大神は…その御稜威は宏大無邊であつて、萬物を化育せられる。即ち天照大神は高天ノ原の神々を始め、二尊の生ませられた國土を愛護し、群品を撫育し、生成發展せしめ給ふのである。—『國體の本義』文部省 編纂　内閣印刷局 p.12-3（国立国会図書館）
天皇は、皇祖皇宗の御心のまにまに我が国を統治し給ふ現御神であらせられる。この現御神（明神）或は現人神と申し奉るのは、所謂絶対神とか、全知全能の神とかいふが如き意味の神とは異なり、皇祖皇宗がその神裔であらせられる天皇に現れまし、天皇は皇祖皇宗と御一体であらせられ、永久に臣民・国土の生成発展の本源にましまし、限りなく尊く畏き御方であることを示すのである。—『國體の本義』文部省 編纂　内閣印刷局 p.23-4（国立国会図書館）
石原莞爾は『最終戦争論・戦争史大観』（原型は1929年7月の中国の長春での「講話要領」）の中で、
人類が心から現人神（あらひとがみ）の信仰に悟入したところに、王道文明は初めてその真価を発揮する。最終戦争即ち王道・覇道の決勝戦は結局、天皇を信仰するものと然らざるものの決勝戦であり、具体的には天皇が世界の天皇とならせられるか、西洋の大統領が世界の指導者となるかを決定するところの、人類歴史の中で空前絶後の大事件である。
と述べている。太平洋戦争に際しては東南アジア諸国への侵略を正当化する目的で、大東亜共栄圏と並びこうした思想を八紘一宇と称して盛んに使用された。この他には、加藤玄智による、天皇は中国の天・上帝やアブラハムの宗教の唯一神の位置を占めると言うものがある。ただし、天皇自身と創造主は、日本神話において直接のつながりはなく、アマテラスは国産み・神産みを行ったイザナギが黄泉帰りに行った水浴びからうまれ、天孫降臨した瓊瓊杵尊（皇統につながる神）は、造化三神のうち高皇産霊尊の孫である。

### 王権神授説（Theory of the divine right of kings）における「divine」としての神（天皇）
「現人神」の対訳として昭和天皇の人間宣言 (1946年) の英文詔書において用いられた。
We stand by the people and we wish always to share with them in their moment of joys and sorrows. The ties between us and our people have always stood upon mutual trust and affection. They do not depend upon mere legends and myths. They are not predicated on the false conception that the Emperor is divine and that the Japanese people are superior to other races and fated to rule the world.
然レドモ朕ハ爾等国民ト共ニ在リ、常ニ利害ヲ同ジウシ休戚ヲ分タント欲ス。朕ト爾等国民トノ間ノ紐帯ハ、終始相互ノ信頼ト敬愛トニ依リテ結バレ、単ナル神話ト伝説トニ依リテ生ゼルモノニ非ズ。天皇ヲ以テ現御神（アキツミカミ）トシ、且日本国民ヲ以テ他ノ民族ニ優越セル民族ニシテ、延テ世界ヲ支配スベキ運命ヲ有ストノ架空ナル観念ニ基クモノニモ非ズ。『現代訳：私は国民のそばにいて、彼らの喜びや悲しみの瞬間を常に共有したいと思っています。私と国民との間の絆は、常に相互の信頼と愛情によって結ばれており、単なる神話と伝説によって生まれるものではありません。天皇を現御神とし、そして日本人は他の民族よりも優れているので世界を支配する運命にあるという想像上の観念に基づいているわけでもありません。』
『現御神（アキツミカミ）』は「Emperor is divine」と訳され、「Divine right of kings」（王権神授説）とはやや異なり、権利や特権というよりは天皇自体の神聖さに重きがある。しかしながらどちらにせよ天壌無窮の神勅に見られるように、神から選ばれているものであるというニュアンスは含む。「天皇をもって現御神とし」は「Emperor is divine」と訳されている。
ピーター・リャン・テック・ソンの歴史学論文によると、唯一神と天皇を同じ唯一者として信じるように、ムスリムへ命令が下された。大日本帝国は、ジャワ島のムスリムたちへ「メッカよりも東京に礼拝し、日本皇帝を唯一神として礼賛せよ、という日本軍の命令（the Japanese military orders to bow towards Tokyo rather than Mecca and to glorify the Japanese Emperor as God）」を伝えていた。

## 神名

### 神号
神の名の最後につく尊称のようなものを神号とよぶ。一般に神号とは観念されないものの、「カミ」（神）と「ミコト」（命・尊）が、名前の最後に交換可能な形で記紀で記される場合のある神がいる。「ミコト」の語源は「御事」とする説と「御言」とする説とがある。後者は命令のことで、何かの命令を受けた神につけられるものという説がある一方で、『日本書紀』には「至貴を尊と曰ひ 自餘を命と曰ふ」とあり、なぜ「命」の字を当てるかについて説明はない。あるいは『古事記』では全て「命」の文字を当てておりここでも大した意味はない。ただし『古事記』ではイザナギ・イザナミの尊称は「天神諸命以」（あまつかみもろもろのみこともちて）国作りを詔りごちた後、「神」から「命」に変わっている。
特に貴い神には大神（おおかみ）・大御神（おおみかみ）の神号がつけられる。また、後の時代には明神（みょうじん）、権現（ごんげん）などの神号も表れた。神号を巡っては、徳川家康の神霊の神号を「明神」にする吉田神道派の以心崇伝と「権現」にする山王神道派の南光坊天海で論争が起き、最終的に日光東照宮に「東照大権現」として祀られた話がある。